# Ganeshi Becks
Ganeshi Becks (* 11. Juni 1983 in Berlin) ist eine deutsche Schauspielerin.

## Leben
Im Rahmen ihrer Ausbildung zur Schauspielerin war sie von 2002 bis 2005 als Trainee bei Special Coaching Kristiane Kupfer in Berlin. 2007 nahm sie am Workshop „Camera Actors Studio“ an der ISFF in Berlin bei Detlef Rönfeldt teil und absolvierte 2008 die Masterclass „Acting is Believing“ unter Jordan Beswick. Ganeshi Becks wirkte in mehreren Fernsehproduktionen wie Alles was zählt oder Allein unter Bauern mit. Sie agierte in der TV-Serie Alphateam – Die Lebensretter im OP 2004 bei Sat.1 und 2005 war sie erstmals im Film Lucy zu sehen. Auch in der ZDF-Serie Kriminaldauerdienst hatte sie ihre Gastrolle.

## Filmographie (Auswahl)
- 1988: Das Mikroskop (Regie: Rudolf Thome)
- 2006: Lucy (Regie: Henner Winckler)
- 2006: Der Traum ihres Lebens (Regie: Karl Kases)
- 2006: Peer Gynt (Regie: Uwe Janson)
- 2007: Allein unter Bauern
- 2008: Unser Charly
- 2009: Alles was zählt